# Agrostis aequata
Agrostis aequata är en gräsart som beskrevs av Christian Gottfried Daniel Nees von Esenbeck. Agrostis aequata ingår i släktet ven, och familjen gräs. Inga underarter finns listade i Catalogue of Life.